# Избори за Европски парламент 2014. (Италија)
Избори за Европски парламент одржани су у недељу 25. маја 2014., за бирање 73 италијанских посланика у Европском парламенту. 
Владајућа Демократска партија премијера Матеа Ренција је победила са преко 40% гласова.

## Резултати[2]
| Партија | Партија                          | Европска група | Гласови    | %      | Мандати |
|         | Демократска партија              | С&Д            | 11.203.231 | 40,81  | 31      |
|         | Покрет 5 звезда                  | ЕФДД           | 5.807.362  | 21,15  | 17      |
|         | Напред Италијо                   | ЕПП            | 4.614.364  | 16,81  | 13      |
|         | Северна лига                     | ЕНФ            | 1.688.197  | 6,15   | 5       |
|         | Нови десни центар — Унија центра | ЕПП            | 1.202.350  | 4,38   | 3       |
|         | Другачија Европа са Ципрасом*    | ГУЕ-НГЛ        | 1.108.457  | 4,03   | 3       |
|         | Остали                           | Остали         | 1.824.945  | 6,63   | 1**     |
| Укупно  | Укупно                           | Укупно         | 28.991.258 | 100,00 | 73      |

*Листа коју чине Левица екологија слобода, Партија комунистичке обнове и остали левичарски покрети и која је подржала кандидатуру Алексиса Ципраса за председника Европске комисије.
**Посланик Народне партије Јужног Тирола (СВП).